# Trinidad Arroyo
Trinidad Arroyo   (Palència, 26 de maig de 1872 - Ciutat de Mèxic, 28 de setembre de 1959) Trinidad Arroyo Villaverde va ser una intel·lectual i metgessa espanyola. Va ser la primera dona que va obtenir la llicenciatura en Medicina a la Universitat de Valladolid el 1895 i la primera dona doctorada en oftalmologia i otologia a Espanya, amb una qualificació d'excel·lent en la tesi doctoral: Els músculs interns de l'ull en el seu estat normal i patològic.

## Biografia
Va néixer a Palència, en una família d'industrials tintorers de caràcter liberal. Va viure en temps en què les dones no accedien als estudis mitjans ni superiors, per la qual cosa prèviament va haver d'obtenir autoritzacions específiques. La primera, a l'edat d'onze anys. Així, per a accedir als estudis de Segon Ensenyament a l'Institut Provincial de Palència, el seu pare va haver de formular i reformular una petició especial. Acabat amb brillantor l'ensenyament mitjà, va presentar la sol·licitud que li permetés l'accés als estudis universitaris. El rector de la Universitat de Valladolid va decidir denegar-lo, però després la Direcció General de la Instrucció Pública l'hi va autoritzar "però subordinada a examinar-se al setembre del següent any" perquè les dones havien de demostrar que la seva assistència a les classes "no pertorbava l'ordre acadèmic".

## Carrera com a oftalmòloga
Va ser la primera oftalmòloga espanyola. El 1898 va tornar a Palència, on va obrir consulta d'oftalmologia amb el seu germà i on va començar la pràctica de la seva professió, incloent la cirurgia, que després havia d'exercir a Lleó i a Mèxic, on va viure exiliada del règim franquista fins a la seva mort. Als vint-i-nou anys va contreure matrimoni a Palència amb Manuel Márquez Rodríguez, també metge, que s'especialitzà en oftalmologia sota la influència de Trinidad, a qui ell mateix reconeix com "la seva mestra, primer, amiga, intel·ligent col·laboradora, assenyada consellera".
Va mantenir a Madrid juntament amb el seu marit una pròspera consulta privada entre 1911 i 1936, on el 1912 van operar amb èxit Benito Pérez Galdós, salvant-lo de la ceguesa.
Arroyo va ser professora auxiliar a la Facultat de Medicina. I és probable que fos la primera dona a exercir el dret al vot en unes eleccions a senadors a la Universitat Central de Madrid, el 24 d'abril de 1916.

## L'exili
En esclatar la Guerra Civil espanyola, i a causa del seu tarannà i la defensa pública que havia fet de la República, el matrimoni va decidir exiliar-se. En el seu èxode van passar per València i Barcelona, van ser acollits a París, però davant l'avanç de les tropes nazis van decidir fugir al continent americà i es van instal·lar a Mèxic, on van arribar el 1939 i es van dedicar a la seva professió mèdica. Va viatjar una sola vegada a Espanya, el 1955, per llegar tots els seus béns a una fundació de suport a estudiants de batxillerat a Palència i a estudiants de medicina a Valladolid.

## El compromís
Durant la seva estada a Madrid va participar activament en les activitats del Lyceum Club de Madrid, associació per a la defensa dels drets polítics i socials de les dones. També va ser cofundadora -i presidenta honorària- de l'Associació de Metgesses Espanyoles, amb un grup de col·legues entre les quals destaquen algunes de les pioneres de la medicina espanyola, com Concepción Aleixandre o Elisa Soriano Fisher.
Trinidad Arroyo també es va avançar al seu temps en altres àrees, com la política i la religió, mantenint una posició revolucionària per a l'època en fomentar l'acció social i l'ajuda a les classes més necessitades. Es va oposar radicalment a les organitzacions de beneficència del Govern o als obsequis de l'aristocràcia, que considerava «almoines». La seva concepció del progrés social i individual, especialment de la dona, es va basar en l'educació i l'oportunitat de treballar amb dignitat. Aquesta manera de ser la distingirà durant tota la seva vida, sobretot durant el seu llarg exili mexicà.

## Reconeixements
A la ciutat de Palència, un Institut d'Ensenyament Mitjà porta el seu nom, així com un premi de narració i periodisme que atorga el municipi palentí.